# Dolmen de Seigmas
Le dolmen de Seigmas ou dolmen de Seignas ou dolmen de Brillaud est un dolmen situé au lieudit La Lauzette sur la commune du Mas-d'Azil, dans le département de l'Ariège en France.

## Historique
Il s'agit d’une nécropole néolithique.
L'édifice est classé au titre des monuments historiques par la liste de 1889.